# ふじもと光明
ふじもと 光明（ふじもと こうめい、本名：藤本 光明（ふじもと みつあき）、1973年 - ）は、日本の撮影監督。横浜市出身。
日本映画撮影監督協会（JSC)会員。

## 作品
- 『家政婦クロミは腐った家族を許さない』(2025)
- 『死に損なった男』(2025)
- 『年下彼氏2』(2024)
- 『チェイサーゲームW2 美しき天女たち』(2024)
- 『姪のメイ 冬キャンプ編』(2024)
- 『Solliev0』(2024)
- 『チェイサーゲームW パワハラ上司は私の元カノ』(2024)
- 『●●ちゃん』(2023)
- 『アキはハルとごはんを食べたい 2杯目!』(2023)
- 『女子大小路の名探偵』(2023)
- 『アキはハルとごはんを食べたい』(2023)
- 『それでも結婚したいと、ヤツらが言った。』(2023)
- 『桃色探訪〜伝説の風俗〜』(2022)第5〜8弾
- 『チェイサーゲーム』(2022)
- 『春ゆきてレトロチカ』(2022)
- 『片恋グルメ日記2』(2022)
- 『＃居酒屋新幹線』(2022)
- 『それでも愛を誓いますか?』(2021)
- 『グレーゾーン』(2021)
- 『ジモトに帰れないワケあり男子の14の事情』(2021)
- 『主夫メゾン』(2021)
- 『僕らは恋がヘタすぎる』(2020)
- 『片恋グルメ日記』(2020)
- 『戦国炒飯TV 〜なんとなく歴史が学べる映像〜』(2020)
- 『年下彼氏』(2020)
- 『ハイポジ 1986年、二度目の青春。』(2020)
- 『ビジネスフィッシュ』(2019)アニメ
- 『歌舞伎町弁護人 凛花』(2019)
- 『レディ in ホワイト』(2018)
- 『ラブホの上野さん Season2』(2017)
- 『ラブホの上野さん』(2017)
- 『君の笑顔に会いたくて』(2017)
- 『校則アイドル〜淑女の学園〜』(2017)
- 『アヤメくんののんびり肉食日誌』(2017)
- 『こどもつかい』(2017)
- 『ブルーハーツが聴こえる/少年の詩』(2017)
- 『スレイブメン』(2017)
- 『雨女』(2016)
- 『実在性ミリオンアーサー』(2014)
- 『吠えても届かない』（2014）
- 『空の境界（くうのきょうかい）』(2013)
- 『でんぱコネクション』(2012)
- 『センチメンタルヤスコ』(2012)
- 『あぁ...閣議』(2012)
- 『ブルックリン橋をわたって』(2011)
- 『恋する弁当男子』(2011)
- 『ヴァンパイア・ストーリーズ BROTHERS』(2011)
- 『ヴァンパイア・ストーリーズ CHASERS』(2011)
- 『やつらは多分宇宙人!』(2010)BSフジ
- 『大洗にも星はふるなり』 これって全力すぎてスピンオフじゃねえじゃんスペシャル(2009)
- 『書の道』(2009)
- 『すんドめ4 The Final』(2009)
- 『特命女子アナ 並野容子』(2009)
- 『天然華汁さやか』(2009)
- 『非女子図鑑』男の証明(2009)
- 『海の上の君は、いつも笑顔。』(2009)
- 『ヨムトシヌ DEATH COMIC PART２』(2009)
- 『ヨムトシヌ DEATH COMIC PART１』(2009)
- 『すんドめ3』(2008)
- 『極楽町一丁目』(2008)WOWOW
- 『艶恋師 放浪編 歌舞伎町 絶頂対決!!』(2008)
- 『漫画喫茶都市伝説 呪いのマンナさん』(2008)BS-i
- 『すんドめ2』(2008)
- 『残酷飯店』(2008)
- 『ペルソナ』(2008)
- 『すんドめ』(2007)
- 『蛙男商会のホラーナイト』(2007)MBS、MUSIC ON TV
- 『清く恋しく、美しく』(2007)WEB
- 『女子競泳反乱軍』(2007)
- 『スケパン刑事 バージンネーム＝諸見栄サキ』(2006)
- 『夏音-Caonne』(2006)
- 『ALL MY WISH オール・マイ・ウィッシュACT１』(2006)
- 『クール・ディメンション』(2006)
- 『ゾンビ自衛隊』(2006)
- 『ショートカッツ』(2004）WEB
- 『稲川淳二 恐怖の現場シリーズ』(2002～)